# Само шампиони
«Само шампиони» (укр. «Тільки чемпіони») — пісня болгарських музикантів Еліци Тодорової та Стояна Янкулова, з якою вони представлятимуть Болгарію на пісенному конкурсі Євробачення 2013 в Мальме. Спочатку повідомлялось, що музиканти виконають композицію «Kismet». Пісня була виконана 16 травня в другому півфіналі, але до фіналу не пройшла.